# Liste der Bodendenkmäler in Sulzheim (Unterfranken)
Auf dieser Seite sind die Bodendenkmäler in der unterfränkischen Gemeinde Sulzheim zusammengestellt. Diese Tabelle ist eine Teilliste der Liste der Bodendenkmäler in Bayern. Grundlage ist die Bayerische Denkmalliste, die auf Basis des Bayerischen Denkmalschutzgesetzes vom 1. Oktober 1973 erstmals erstellt wurde und seither durch das Bayerische Landesamt für Denkmalpflege geführt wird. Die folgenden Angaben ersetzen nicht die rechtsverbindliche Auskunft der Denkmalschutzbehörde.

## Bodendenkmäler der Gemeinde Sulzheim

### Bodendenkmäler in der Gemarkung Alitzheim
| Lage                 | Objekt | Akten-Nr.     | Bild |
| -------------------- | --- | ------------- | ---- |
| Alitzheim (Standort) | Bestattungsplatz mit Grabhügeln vorgeschichtlicher Zeitstellung. | D-6-6027-0025 |      |
| Alitzheim (Standort) | Bestattungsplatz mit stark gestörtem Grabhügel vorgeschichtlicher Zeitstellung mit Bestattungen der Hallstattzeit.                                                                     | D-6-6027-0101 |      |
| Alitzheim (Standort) | Bestattungsplatz mit verebneten Grabhügeln der Hallstattzeit. | D-6-6027-0102 |      |
| Alitzheim (Standort) | Siedlung der Urnenfelderzeit. | D-6-6027-0105 |      |
| Alitzheim (Standort) | Untertägige Teile der frühneuzeitlichen Katholischen Kirche St. Martin in Alitzheim, Fundamente mittelalterlicher Vorgängerbauten sowie Körpergräber des Mittelalters und der Neuzeit. | D-6-6027-0106 |      |
| Alitzheim (Standort) | Bestattungsplatz mit erebneten Grabhügeln vorgeschichtlicher Zeitstellung im Luftbild.                                                                                                 | D-6-6027-0140 |      |
| Alitzheim (Standort) | Freilandstation des Mesolithikums. | D-6-6027-0209 |      |
| Alitzheim (Standort) | Siedlung der Urnenfelderzeit, der jüngeren Latènezeit, der römischen Kaiserzeit und des frühen Mittelalters.                                                                           | D-6-6028-0047 |      |
| Alitzheim (Standort) | Siedlung der Linearbandkeramik, der römischen Kaiserzeit und des frühen Mittelalters.                                                                                                  | D-6-6028-0048 |      |

### Bodendenkmäler in der Gemarkung Herlheim
| Lage                | Objekt                                                                     | Akten-Nr.     | Bild |
| ------------------- | -------------------------------------------------------------------------- | ------------- | ---- |
| Herlheim (Standort) | Bestattungsplatz sowie Siedlung der späten Bronzezeit und Urnenfelderzeit. | D-6-6027-0055 |      |

### Bodendenkmäler in der Gemarkung Mönchstockheim
| Lage                      | Objekt | Akten-Nr.     | Bild |
| ------------------------- | --- | ------------- | ---- |
| Mönchstockheim (Standort) | Siedlung des Mittelneolithikums und der Bronzezeit. | D-6-6028-0049 |      |
| Mönchstockheim (Standort) | Rundes Grabenwerk vermutlich des Neolithikums. | D-6-6028-0068 |      |
| Mönchstockheim (Standort) | Rundes Grabenwerk vor- und frühgeschichtlicher Zeitstellung. | D-6-6028-0069 |      |
| Mönchstockheim (Standort) | Grabenwerke vorgeschichtlicher Zeitstellung. | D-6-6028-0070 |      |
| Mönchstockheim (Standort) | Untertägige Teile der frühneuzeitlichen Katholischen Kirche Mariä Himmelfahrt in Mönchstockheim, vermutlich Fundamente mittelalterlicher Vorgängerbauten sowie Körpergräber des Mittelalters und der Neuzeit. | D-6-6028-0166 |      |
| Mönchstockheim (Standort) | Siedlung vorgeschichtlicher Zeitstellung, vermutlich der Hallstattzeit. | D-6-6028-0171 |      |

### Bodendenkmäler in der Gemarkung Sulzheim
| Lage                | Objekt | Akten-Nr.     | Bild |
| ------------------- | --- | ------------- | ---- |
| Sulzheim (Standort) | Spätmittelalterliche bis frühneuzeitliche Landwehr. | D-6-6027-0100 |      |
| Sulzheim (Standort) | Bestattungsplatz mit verebnetev Grabhügeln vorgeschichtlicher Zeitstellung. | D-6-6027-0138 |      |
| Sulzheim (Standort) | Siedlung vor- und frühgeschichtlicher Zeitstellung. | D-6-6027-0139 |      |
| Sulzheim (Standort) | Runde Grabenanlage vorgeschichtlicher Zeitstellung. | D-6-6027-0155 |      |
| Sulzheim (Standort) | Siedlung der jüngeren Latènezeit, heute weitestgehend überbaut. | D-6-6028-0045 |      |
| Sulzheim (Standort) | Siedlung der Hallstattzeit und Reihengräberfeld der Merowingerzeit. | D-6-6028-0046 |      |
| Sulzheim (Standort) | Siedlung vor- und frühgeschichtlicher Zeitstellung. | D-6-6028-0066 |      |
| Sulzheim (Standort) | Siedlung vor- und frühgeschichtlicher Zeitstellung. | D-6-6028-0067 |      |
| Sulzheim (Standort) | Untertägige Teile der frühneuzeitlichen Katholischen Pfarrkirche St. Ägidius in Sulzheim sowie vermutlich Fundamente mittelalterlicher Vorgängerbauten und Körpergräber des Mittelalters und der frühen Neuzeit. | D-6-6028-0163 |      |
| Sulzheim (Standort) | Archäologische Befunde im Bereich des frühneuzeitlichen Schlosses von Sulzheim mit ehemalige Ökonomiebereich und Gartenanlage.                                                                                   | D-6-6028-0164 |      |

### Bodendenkmäler in der Gemarkung Vögnitz
| Lage               | Objekt                                                                                                | Akten-Nr.     | Bild |
| ------------------ | --- | ------------- | ---- |
| Vögnitz (Standort) | Freilandstation des Mesolithikums sowie Siedlung der jüngeren Latènezeit und des frühen Mittelalters. | D-6-6028-0051 |      |
| Vögnitz (Standort) | Gräber vermutlich der Hallstattzeit.                                                                  | D-6-6028-0052 |      |
| Vögnitz (Standort) | Siedlung des Neolithikums.                                                                            | D-6-6028-0053 |      |